# Daniel Hellmann
Pour les articles homonymes, voir Hellmann.
Daniel Hellmann (né le 27 septembre 1985 à Zurich) est un performeur suisse. Après une carrière de chanteur d'opéra, il fait sensation en tant que chanteur, danseur, chorégraphe et créateur de théâtre depuis 2012 avec ses œuvres transdisciplinaires qui interrogent radicalement les normes sociales et les rapports de force dans les domaines de la sexualité, des droits de l'homme et des animaux.

## Biographie

### Enfance et début de carrière dans le chant classique
Enfant d'une psychothérapeute et d'un enseignant en pédagogie sociale spécialisé dans le développement de la petite enfance, Hellmann a grandi dans le quartier de Schwamendingen à Zurich, dans une maison familiale juive libérale qu'il a plus tard qualifiée de « très ouverte ». Selon ses propres déclarations, Hellmann était « très timide » à l'école primaire, mais il écrivait déjà des poèmes et participait au théâtre de l'école. Il a commencé à prendre des cours de danse à l'âge de six ans et, à l'insu de ses parents, s'est inscrit aux Petits Chanteurs de Zurich où il s'est fait ses premiers amis. Selon une critique parue dans le Neue Zürcher Zeitung (NZZ) en 1997, il y chante en soliste avec une voix « en effet elfique ». En revanche, Hellmann décrit ses années d'école secondaire comme un « cauchemar » car il a été victime d'intimidation à cause de son homosexualité qui s'est manifésté pendant son adolescence, et de son penchant pour le glamour.
Après avoir obtenu son diplôme d'études secondaires (Matura), Hellmann a d'abord commencé des études de philosophie à l'Université de Zurich, mais les a abandonnées en 2006 pour étudier le chant classique au Conservatoire de Lausanne avec une bourse de la Fondation suisse d'études. En 2008, il a reçu le Prix de la Fondation Juchum pour son Bachelor exceptionnel en baryton-basse. En 2009, Hellmann a participé au Aspen Music Festival, et les années suivantes à diverses productions d'opéra en Suisse, en Belgique et en Allemagne. En 2011, il fait son Master of Arts (MA) à Lausanne.

### Carrière d'artiste transdisciplinaire et militante
Après deux décennies de concentration sur la musique classique, Hellmann s'éloigne de l'opéra et se tourne vers le théâtre de mouvement et la danse. Selon son propre récit, il trouvait que la seule interprétation musicale des œuvres d'autrui était restrictive et que les thèmes traités dans l'opéra étaient hors du monde. Il s'inscrit dès 2010 au cursus Théâtre/Performance de la Haute école des arts de Berne. Pendant ce temps, il participe à des stages de la compagnie de danse-théâtre bruxelloise Peeping Tom et obtient un autre MA en 2012.
La même année, Hellmann fonde le collectif 3art3 Company. Leur premier projet – « K. » – a été créé en 2012 en collaboration avec le chorégraphe vietnamien Quan Bui Ngoc. Selon les médias, le titre représente le collectif ("Kollektiv") ou la camaraderie ("Kameradschaft") : Comme d'une ivresse archaïque, il s'agit de dynamique de groupe, de violence et d'amour. Le premier ouvrage de la compagnie a reçu le prix de reconnaissance de la ville de Zurich et un prix de l'Association suisse des auteurs.
En 2014 il crée Untold, une pièce sur le non-dit et le refoulé, le deuxième résultat d'une collaboration avec Ngoc. Dans sa critique, le NZZ vante ce travail de « presque parfait ». La même année, Hellmann présente sur différentes scènes la pièce de théâtre musical Nach Lampedusa – Wandererfantasie ("À Lampedusa – fantasmes de vagabond") sur le système d'asile en Suisse avec la metteuse en scène Ursina Greuel et le pianiste Samuel Fried.
Hellman est connu d'un plus large public depuis 2014 grâce à son projet solo Full Service ("service complet"),. Jusqu'en 2018, il a présenté cette performance interactive 55 fois au total, principalement en Suisse, mais aussi en Belgique, en Allemagne, en France, à Hong Kong, au Japon, aux Philippines, en Espagne, en Thaïlande et aux États-Unis. Il s'est arrêté dans 22 villes et a proposé aux passants dans une tente pavillon de leur fournir toutes sortes de services, immédiatement et sur place, à condition qu'il puisse s'entendre sur les conditions et le prix avec les parties intéressées dans le cadre des lois applicables. Avec un total de 665 services, il a gagné 8776 €. Le projet veut éclairer « la matrice de négociation capitaliste jusqu'au dernier recoin » et illustrent ainsi comment il n'y a fondamentalement aucune différence entre le travail du sexe et les autres professions,. Finalement, cependant, Hellmann a été peu demandé de prestations sexuelles.

Hellmann continue d'aborder ce sujet à partir de 2015 avec son personnage de fiction Traumboy : en tant qu'homme prostitué, il confronte le public aux clichés et tabous en vigueur sur le sujet du travail du sexe afin de le démystifier et d'attaquer la stigmatisation associée dans une société hypercapitaliste et hypersexualisée ,,. Le spectacle solo, qui était un mélange de documentaire et autofiction, a été sélectionnée, entre autres, comme la contribution suisse au Festival d'Avignon,,. Alors que Hellmann condamnait clairement la prostitution forcée, il s'opposait à l'assimilation quasi automatique du travail du sexe à la traite des êtres humains et demandait : « Le sexe est-il sale ou l'argent ? » De plus, il a souligné :
« Pour les personnes moins privilégiées que moi, le travail du sexe peut être un moyen de mener une vie autonome. Quiconque a un problème avec cela devrait travailler pour abolir la pauvreté et la discrimination dans le monde, mais pas la prostitution. »
Étant donné que l'autonomie est plus susceptible d'être accordée à un homme qu'à une femme, même dans la prostitution, Hellmann a travaillé avec l'actrice germano-polonaise Anne Welenc (née en 1987) sur l'homologue féminin Traumgirl , qu'ils ont joué pour la première fois au Edinburgh Festival Fringe en 2019,. Entre 2018 et 2020, Hellmann est également chargé de la programmation des arts vivants pour la Fête du Slip à Lausanne, un festival pluridisciplinaire ayant pour thème les sexualités.
Parce que l'exploitation des corps d'animaux est généralement acceptée, Hellmann traite ce sujet depuis 2016. Il est devenu végétalien en faisant des recherches sur la production de Requiem for a piece of meat ("Requiem pour un morceau de viande). L'inspiration pour cela était la lecture d'un livre du publiciste turco-allemand Hilal Sezgin sur l'éthique animale,,. La performance du requiem combinait la musique d'église historique avec la danse contemporaine et a reçu le June Johnson Dance Prize la même année, mais a été rejetée par plusieurs théâtres et a été – selon Hellmann – « même censurée par certains théâtres ».
Lors d'une résidence d'artistique à San Francisco en 2017, Hellmann était inspiré de la culture locale des drag queens et des drag kings et de l'organisation de défense des droits des animaux Direct Action Everywhere pour créer la vache drag végétalienne féministe pro-sexe Soya the Cow comme son alter ego,,,,,. Hellmann / Soya the Cow a ensuite créé les expositions solo Dear Human Animals ("Chers animaux humains") et Try walking in my Hooves ("Essayez de marcher dans mes sabots"), l'album musical Purple Grass ("Herbe violette") et l'exposition Planet Moo ("Planète Meuh").
Afin de donner à la protection animale et à la justice climatique une plus grande plateforme loin des festivals d'art, il est apparu en 2020 dans l'émission de discussion SRF1 Club sur le thème « Terror auf dem Teller » ("terreur dans l'assiette") et en 2021 avec le hit Take On Me de a-ha sur le télé-crochet allemande The Voice of Germany. Face aux critiques du mouvement des droits des animaux selon lesquelles il adoptait présomptueusement l'identité d'une vache, Hellmann a déménagé de Berlin au sanctuaire Hof Narr à Egg près de Zurich pendant plusieurs mois pendant la pandémie de Covid-19 pour vivre avec d'anciens animaux de ferme.

### Vidéos
- Chaîne YouTube de Soya the Cow